# Euthalia suluana
Euthalia suluana är en fjärilsart som beskrevs av Hans Fruhstorfer 1902. Euthalia suluana ingår i släktet Euthalia och familjen praktfjärilar. Inga underarter finns listade i Catalogue of Life.